# Cantonul Issy-l'Évêque
Cantonul Issy-l'Évêque este un canton din arondismentul Autun, departamentul Saône-et-Loire, regiunea Burgundia, Franța.

## Comune
| Comune           | Populație (1999) | Cod poștal | Cod INSEE |
| ---------------- | ---------------- | ---------- | --------- |
| Cressy-sur-Somme | 211              | 71760      | 71152     |
| Cuzy             | 128              | 71320      | 71166     |
| Grury            | 666              | 71760      | 71227     |
| Issy-l'Évêque    | 907              | 71760      | 71239     |
| Marly-sous-Issy  | 116              | 71760      | 71280     |
| Montmort         | 183              | 71320      | 71317     |
| Sainte-Radegonde | 210              | 71320      | 71474     |